# De Alchemist (roman)
De Alchemist is een roman van Paulo Coelho. Het boek werd oorspronkelijk uitgebracht in het Portugees in 1988 in Brazilië, onder de naam O Alquimista. In 1993 werd de Engelse versie uitgebracht. In 74 landen bereikte het boek de nummer 1-positie van meest verkochte boeken. In totaal werden er wereldwijd meer dan 35 miljoen exemplaren verkocht. Het is in 59 verschillende talen gepubliceerd.

## Samenvatting
De Alchemist vertelt het verhaal van de herdersjongen Santiago. Hij heeft een steeds terugkerende droom over een schat in de piramiden van Egypte. Hij gaat op reis om de schat te vinden, omdat hij gelooft dat de droom ‘niet zomaar een droom is’, maar een profetische droom. Onderweg ontmoet hij vele mensen, onder wie een koning die hem vertelt over de eigen legende die ieder mens heeft en die hij verplicht is om waar te maken. Hij reist een tijdje met een Engelsman en ontmoet een vrouw op wie hij verliefd wordt en zij op hem. Hij ontmoet de alchemist wanneer hij eigenlijk niet meer verder op reis wil: hij heeft vele schatten gevonden, inclusief liefde, en is niet meer geïnteresseerd in zijn eigen legende. De alchemist vertelt Santiago echter dat als hij nu niet zijn eigen legende zal waarmaken, hij er later spijt van zal krijgen, en dat ‘de tekenen zich zullen blijven tonen’.
Ze gaan weer op reis en onderweg worden ze gevangengenomen door een stam Arabieren die denken dat de alchemist en Santiago spionnen zijn. De alchemist vertelt de generaal dat Santiago een alchemist is en dat hij zich in de wind kan veranderen, en dat hij het hele kamp kan vernietigen met alleen maar de kracht van de wind. De generaal wil dat wel zien en geeft ze drie dagen. Op de derde dag spreekt de jongen achtereenvolgens met de woestijn, de wind en met de zon. Deze kunnen alle drie niet op tegen de jongen, die ‘de taal van de wereld’ spreekt. Dan richt de jongen zich tot de Hand die alles heeft geschreven, waarna hij tot het besef komt dat alleen God wonderen kan doen, maar dat de ziel van God zijn eigen ziel is, en dat ook hij dus wonderen kan doen. Hierna waait de wind zoals die nog nooit gewaaid heeft, en de generaal laat de alchemist en Santiago vrij en geeft ze nog een escorte mee om ze te begeleiden zo lang ze maar willen.
Ze komen bij een klooster waarin de alchemist lood in goud verandert en Santiago een deel geeft: de monnik uit het klooster twee: een voor hemzelf en nog een voor Santiago, en de alchemist neemt zelf nog een deel mee. Dan nemen ze afscheid en gaat Santiago zelf verder. Hij komt bij de piramiden uit waar hij begint te huilen. Zijn hart had hem gezegd te graven waar zijn tranen vallen, dus begint Santiago op de heuvel waarvan hij de piramiden gadeslaat te graven. Er komt een bende langs die hem het stuk goud afneemt en hem afranselt. Dan roept Santiago uit dat hij door een terugkerende droom over de plek waar hij op dat moment is, op zoek is naar een schat, waarop een van de mannen uit de bende zegt dat hij ooit een droom had over dat hij naar Spanje moest gaan om een vervallen kerk te zoeken waar de herders vaak sliepen met hun schapenkudde. Bij een plataan zou de man een schat vinden. Maar de man zegt dat hij niet zo gek is om door de woestijn te trekken, omdat hij een paar keer dezelfde droom heeft gehad. Deze vervallen kerk is de kerk waar Santiago vaak met zijn schapen sliep. De mannen vertrekken en Santiago beseft dat hij zijn schat heeft gevonden.

## Thema
Het verhaal gaat over de herdersjongen die zijn lotsbestemming wil vinden. Deze lotsbestemming wordt de 'eigen legende' genoemd. De jongen leert naar zijn hart te luisteren en de taal van de wereld te spreken, terwijl God hem ook tekenen laat zien, om hem te leiden tijdens zijn reis.Paulo Coelho heeft zich geïnspireerd op de Arabisch-islamitische cultuur.

## Interpretatie van de rol van religie in het verhaal
In het fragment waar Santiago zich tot de Hand richt, omdat hij zich in de wind wil veranderen zodat ze niet geëxecuteerd zullen worden door de Arabierenstam in de woestijn, geeft Paulo Coelho zichzelf als schrijver ook een plaats in het verhaal. Het boek is het verhaal over Santiago, en dus weten de lezers dat Santiago zich in een verhaal bevindt, maar omdat hij in God gelooft en zijn lotsbestemming zoekt, gelooft hij zelf ook dat zijn leven een verhaal is.
Een schrijver is een god binnen het verhaal dat hij schrijft. Ook in dit geval creëert Paulo Coelho een wereld waardoor hij de god is van deze wereld. De mensen die in de wereld leven en waarover het verhaal gaat, geloven dat er een God bestaat, en de lezer weet ook dat deze God bestaat, doordat Paulo Coelho het verhaal geschreven heeft.
Nadat Santiago zich tot de Hand heeft gericht, komt het volgende: “En de jongen dook in de ziel van de wereld, en zag dat de ziel van de wereld een deel was van de ziel van God”, wat niets meer betekent dan dat Paulo Coelho de wereld heeft gecreëerd waarin het verhaal zich afspeelt, “en dat de ziel van God zijn eigen ziel was. En dat hij dus wonderen kon doen.” Hierin wordt ook nog eens gezegd dat Paulo Coelho iets van zichzelf in de hoofdpersoon heeft gelegd. Hij heeft als het ware de wereld gecreëerd waarbinnen het verhaal zich kan afspelen en heeft (in ieder geval een deel van) zichzelf in de vorm van de herdersjongen in die wereld geplaatst. En omdat hij de schrijver is en dus ‘wonderen’ kan doen, oftewel, kan beslissen wat hij wil laten gebeuren, het verhaal 'maakt', kan Santiago, zijnde een deel van de schrijver, ook wonderen doen, kiezen wat hij wil dat er gebeurt en zijn 'eigen' verhaal maken. In het verhaal is precies dit de lotsbestemming die Santiago zoekt; hij wil zijn eigen legende waarmaken.

## Genre
Het genre van De Alchemist is esoterie en het boek wordt gezien als een belangrijk voorbeeld van een esoterische roman. In die zin is het verhaal een verhaal op zichzelf, zonder dat de werkelijkheid die in het verhaal gehanteerd wordt per se iets vertelt over de werkelijkheid buiten het verhaal.